# الحزب الوطني الإسكتلندي
الحزب الوطني الإسكتلندي (بالغالية الاسكتلندية: Pàrtaidh Nàiseanta na h-Alba، بالاسكتلندية: Scots Naitional Pairtie) هو حزب قومي اسكتلندي، يعتنق الاشتراكية الديمقراطية. يدعم الحزب الاستقلال الاسكتلندي. وهو ثالث أكبر حزب بعدد أعضائه في المملكة المتحدة، بعد حزب العمال والحزب المحافظ. وهو الحزب الأكبر في اسكتلندا ذاتها؛ عدد أعضاء الحزب الوطني الإسكتلندي أكبر 4 مرات من عدد أعضاء المحافظون الاسكتلنديون وحزب العمال الإسكتلندي والاشتراكيون الديمقراطيون الاسكتلنديون مجتمعين. رئيسة الحزب نيكولا سترجون تشغل الآن منصب الوزير الأول لاسكتلندا.
تأسس الحزب في 1934 باندماج الحزب الوطني لاسكتلندا والحزب الإسكتلندي، حظي الحزب بتمثيل برلماني متتال منذ أن فازت ويني إوينج بالانتخابات في هملتون عام 1967. بتأسيس البرلمان الإسكتلندي في 1999، أصبح الحزب الوطني الإسكتلندي ثاني أكبر حزب، آخذًا موقع المعارضة لدورتين. ووصل الحزب للسلطة بعد الانتخابات العامة في 2007، مشكلًا حكومة أقلية، وذلك قبل فوزه بانتخابات 2011، والتي شكل بعد أول حكومة أغلبية في اسكتلندا. منذ 2015، أصبح الحزب الوطني الإسكتلندي أكبر أحزاب اسكتلندا من حيث عدد الأعضاء وعدد أعضاء البرلمان الإسكتلندي والمجالس المحلية، إذ كان للحزب 107,000 عضو و64 عضوًا في البرلمان الإسكتلندي و424 في المجالس المحلية، جامعًا بذلك 2% من كامل عدد سكان اسكتلندا. للحزب أيضًا 6 من 59 مقعدًا لاسكتلندا في مجلس عموم المملكة المتحدة. وله أيضًا عضوين اثنين في البرلمان الأوروبي، وهما في مجموعة الخضر/التحالف الأوروبي الحر. والحزب الوطني الإسكتلندي عضو في التحالف الأوروبي الحر.